# Homogyna pygmaeum
Homogyna pygmaeum is een vlinder uit de familie wespvlinders (Sesiidae). De wetenschappelijke naam van deze soort is voor het eerst geldig gepubliceerd in 1899 door Rebel.
De soort komt voor in tropisch Afrika.